# Weihmichl
Weihmichl è un comune tedesco di 2 496 abitanti, situato nel land della Baviera.